# Dorfkirche Birkhausen

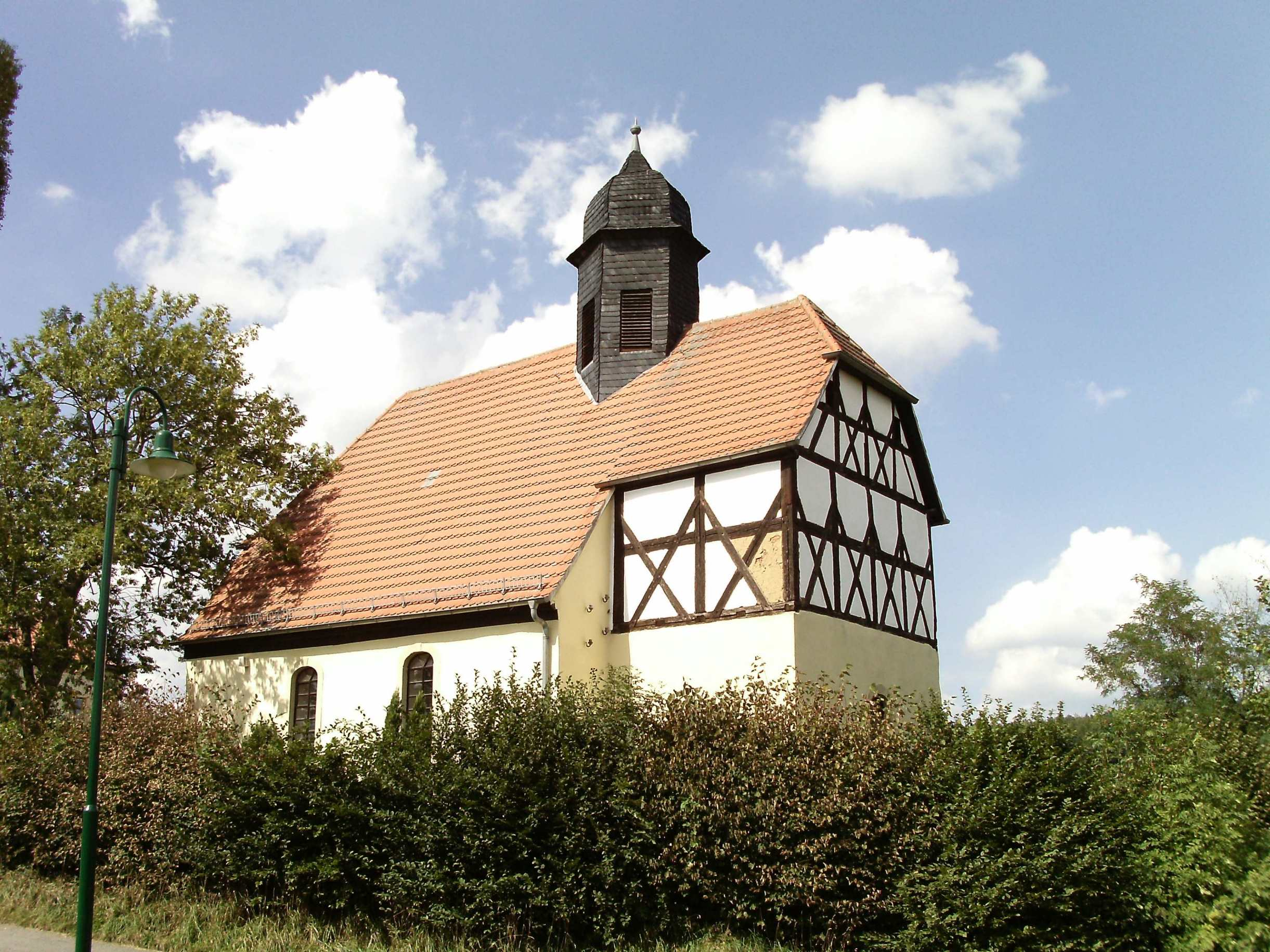
Die Kirche

Die Dorfkirche Birkhausen steht im Ortsteil Birkhausen der Gemeinde Harth-Pöllnitz im Landkreis Greiz in Thüringen. Sie gehört zum Pfarrbereich Ottendorf im Kirchenkreis Eisenberg der Evangelischen Kirche in Mitteldeutschland.

## Geschichte
In der Dorfsiedlung steht die Kirche hoch über dem Ort an der Stelle einer romanischen Kapelle. 1741 wurde diese Kapelle zur jetzigen Dorfkirche umgebaut.
Die fünf Altarfiguren stammen aus dem 16. Jahrhundert und sind sehr gut erhalten. Sie wurden 1995 restauriert. Die Kirchgemeinde renovierte und malte 1998 in Eigeninitiative das Gotteshaus innen und außen an.